# 오 영원한 조사여!
오 영원한 조사여!(아랍어: ألا خلّدي 알라 칼리디[*])는 튀니지의 옛 국가였다. 독립 후 지방 장관을 찬양하랴가 폐지되자, 조국의 수호자가 국가로 제정되었다. 그러나 1958년 새로운 국가를 제정하자는 얘기가 나오자, 이 노래는 국가로 제정되었다.
하지만 1987년 벤 알리가 쿠데타로 정권을 잡으면서 이 노래도 소멸되었다.

## 가사
후렴
ألا خلّدي يا دمانا الغوالـي جهــــاد الوطن
لتحرير خضـرائنا لا نبالـي بأقسى الـمحـــن
جهــــاد تــحـــــلّى بنصـــــر مبيــــــن
على الـغاصبين على الظالـــمين طغاة الزمـــن
نـخـوض اللهيــــب بروح الـحبيب زعيـم الوطن
1절
أرى الحكم للشعب فابنوا لنا من المجد أعلى صروح تشاد
أجيبوا أجيبوا لأوطاننا نـداء اﻷخـوة والاتـحـاد
وذودوا العدى عن حمى أرضنا وكونوا أسودا ليوم الجلاد
2절
ورثنا الجلاد ومجد النضال وفي أرضنا مصرع الغاصبين
وصالت أساطيلنا في النزال تـموج بأبطالنا الفاتحين
لواء الكفاح بهذا الشمال رفعناه يوم الفدى باليمين
3절
شباب العلى عزّنا بالحمى وعزّ الحمى بالشباب العتيد
لنا همّة طالت اﻷنجما تعيد المعالي وتبني الجديد
فحيّوا اللّوا خافقا في السّمـا بعزّ وفخر ونصر مـجـيد

## 해석

#### 1절
우리는 친애하는 조국에 불멸하고 귀중한 피를 흘린다네.
우리는 녹색 지대를 해방시키기 위한 고난에 기꺼이 설 것이라네.
확실한 승리로 싸움이 달콤해지고 우리가 견뎌야했던 멍에는 제거되네.
우리가 충실하게 지켜야 할 불은 위대한 지도자 하비브의 정신이라네.

#### 후렴
국민들은 주권자이기에 우리 모두가 볼 수 있는 포대의 영광을 위해 다 같이 일어선다네.
오 응답하리, 오 조국의 부름에 참된 형제애와 진실한 화합을 위해 응답하리.
사자들이 싸울 준비를 하는 것처럼 준비하고, 적들로부터 우리 나라를 지키리.